# Gibil
Gibil en la mitología sumeria es el dios del fuego, teniendo diversas versiones, como hijo del dios del cielo An con la diosa de la tierra Ki, de An con la diosa de la guerra Shala o bien, del dios de las tormentas Ishkur con Shala. Más tarde se desarrollaría en el dios acadio Gerra.
En algunos textos se le identifica como hermano de los dioses Enki, Ninhursag, Shara y Enlil.
En algunas versiones del poema Enûma Elish se dice que mantiene afilada la punta de las armas, tiene gran sabiduría, y que «su mente es tan grande, que todos los dioses juntos, no pueden ni imaginar». Otras versiones señalan que Gibil, como señor del fuego y la forja, también posee la sabiduría de la metalurgia.